# Elia (Wallgrén)
Elia (světským jménem: Matti Veli Juhani Wallgrén; * 8. prosince 1961, Kajaani) je finský duchovní Finské pravoslavné církve a arcibiskup Helsinek a celého Finska.

## Život
Narodil se 8. prosince 1961 v Kajaani.
Po dokončení střední školy roku 1981 pokračoval ve studiu na Stockholmské univerzitě. Zde se zabýval studiem fonetiky, švédštiny a češtiny. V letech 1983–1986 absolvoval Stockholmský pedagogický institut.
Po studiu začal pracovat jako učitel ve Švédsku a při zaměstnání stále studoval na Stockholmské univerzitě jazyky. Ve Švédsku žil osm let a dva roky strávil jako průvodce v Česku.
Roku 1994 přijal v Helsinkách pravoslaví. O dva roky později začal studoval pravoslavnou teologii na Joensuuské univerzitě. V této době zpíval v chrámu a byl také čtecem.
Roku 2001 nastoupil na Pravoslavný teologický seminář svatého Vladimíra v USA.
Dne 29. května 2003 byl v chrámu svatého Heřmana z Aljašky ve městě Espoo metropolitou helsinským Ambrosiem (Jääskeläinenem) rukopoložen na diákona a 1. září 2003 v chrámu Vzkříšení Krista ve městě Jyväskylä arcibiskupem Leem (Makkonenem) na jereje. Stejného dne byl jmenován druhým duchovním tohoto chrámu.
Roku 2006 se stal představeným chrámu a farnosti svatého Mikuláše ve městě Vaasa.
Byl zodpovědný za anglickou verzi webových stránek Finské pravoslavné církve.
Dne 26. listopadu 2014 byl na Místní radě Finské pravoslavné církve v monastýru Nový Valaam zvolen metropolitou Oulu. Získal 17 hlasů z 34 (16 hlasů získal biskup Arseni (Heikkinen) a jeden se zdržel).
Dne 16. prosince 2014 byl archimandritou Sergeiem (Rajapolvim) postřižen na monacha se jménem Elia na počest svatého proroka Elijáše. O den později byl bývalým metropolitou Oulu Panteleimonem (Sarho) povýšen na archimandritu.
Dne 11. ledna 2015 proběhla v chrámu Svaté Trojice v Oulu jeho biskupská chirotonie. Světiteli byli arcibiskup karelský a celého Finska Leo (Makkonen), metropolita helsinský Ambrosius (Jääskeläinen), metropolita Panteleimon (Sarho) a biskup joensuuský Arseni (Heikkinen).
Dne 28. listopadu 2024 jej Místní rada Finské pravoslavné církve zvolila arcibiskupem Helsinek a celého Finska. 1. prosince 2024 se stal po schválení Svatým synodem Konstantinopolského patriarchátu novou hlavou Finské pravoslavné církve.
Kromě finštiny ovládá polštinu, češtinu, angličtinu, němčinu a částečně ruštinu. Je zastáncem ekumenismu.